# Валецкий, Юрий Иванович
Юрий Иванович Валецкий (род. 17 ноября 1947) — советский хоккеист, нападающий. Мастер спорта СССР.

## Биография
Воспитанник ЧИМЭСХ, тренер Николай Семёнович Сидоренко. Начинал играть в челябинском «Буревестнике» (1965/66). 10 сезонов (1966/67 — 1972/73, 1974/75 — 1976/77) провёл в челябинском «Тракторе». Сезон 1973/74 отыграл в СКА Свердловск. Последняя команда мастеров — «Строитель» Караганда (1977/78).
Бронзовый призёр чемпионата СССР 1976/77.